# Mathías Sejas
Mathías Sejas, vollständiger Name Mathías Daniel Sejas Mello, (* 5. Juli 1995 in Montevideo) ist ein uruguayischer Fußballspieler.

## Karriere
Der 1,77 Meter große Offensivakteur Sejas gehört mindestens seit der Apertura 2014 im Profikader des Zweitligisten Canadian Soccer Club. In der Saison 2014/15 wurde er 19-mal (zwei Tore) in der Segunda División eingesetzt. Darüber hinaus sind bislang (Stand: 9. August 2016) keine weiteren Einsätze oder Kaderzugehörigkeiten für ihn verzeichnet.